# Топилин, Виктор Михайлович
Виктор Михайлович Топилин (род. 1939) — советский, российский политический и общественный деятель. Депутат Государственной Думы Федерального Собрания Российской Федерации третьего созыва, ветеран транспортного комплекса Ростовской области.

## Биография
Родился Виктор Михайлович 5 августа 1939 года на хуторе Михайлов Константиновского района Ростовской области. Когда началась Великая Отечественная война Виктору Топилину не было ещё и двух лет. Фашисты рвались захватить Сталинград. Через хутор Михайлов Константиновского района, где прошло военное детство Виктора Михайловича, проходил шлях, по которому фашисты наступали на Сталинград. После освобождения хутора Михайлов Константиновского района от немцев маленький Виктор, которому было три года принёс в дом лимонку, но трагедии не произошло, рядом был Витин дедушка и он обезвредил лимонку. Виктор Михайлович вспоминает, что многие его друзья старше на три и четыре года ходили по балкам, выбирали снаряды и взрывались. После военных трудностей для Виктора Михайловича была одна цель — учиться.
Виктор Михайлович Топилин поступил учиться в Ростовский инженерно-строительный институт, который окончил в 1963 году, а в 1997 году окончил Северо-Кавказскую академию государственной службы по специальности «государственное и муниципальное управление».
Свою трудовую деятельность Виктор Михайлович начал с 1957 года, работал мастером, затем начальником производственно-технического отдела треста «Дондорстрой».
Топилин В. М. с 1967 года был в длительной командировке в Афганистане, где прокладывал 300-километровую дорогу. Виктор Михайлович работал главным инженером в различных дорожно-строительных управлениях, участвовал в строительстве Саяно-Шушенской ГЭС и дорог в Хакасии. С 1987 года работал начальником Ростовского областного управления автомобильных дорог.
В 1994 году Виктор Михайлович был избран депутатом Законодательного собрания Ростовской области первого созыва, с апреля 1998 года — депутат Законодательного собрания Ростовской области второго созыва, 19 декабря 1999 года — депутат Государственной Думы Федерального Собрания Российской Федерации третьего созыва.
Виктор Михайлович Топилин — профессор, академик транспорта Российской Федерации, член общественного совета при министерстве транспорта Ростовской области.

## Семья
Виктор Михайлович Топилин женат, супруга — Раиса Ивановна, имеет двоих детей, сын — Михаил, дочь — Ирина.

## Награды
Виктор Михайлович Топилин награждён орденами Дружбы и «Знак Почёта», нагрудными знаками «Почётный работник транспорта», «Почётный дорожник России», присвоено почётное звание «Заслуженный строитель Российской Федерации».